# Piero Marchesi

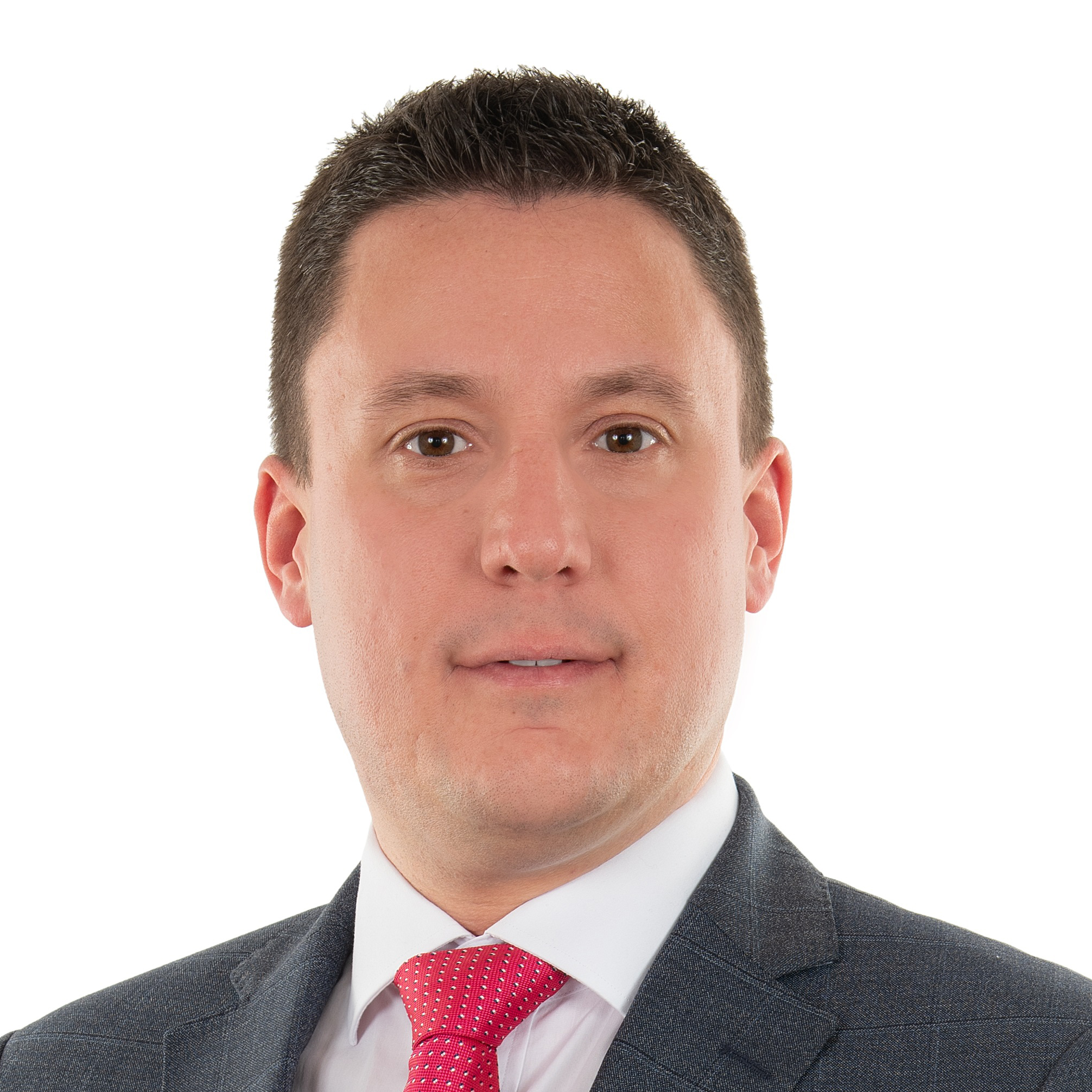
Piero Marchesi (2019)

Piero Marchesi (* 19. September 1981 in Monteggio; heimatberechtigt in Sessa) ist ein Schweizer Politiker (SVP) und seit 2019 Nationalrat für den Kanton Tessin.

## Ausbildung
Mit Abschluss seiner Lehre erhielt er im Jahr 2000 das Eidgenössische Fähigkeitszeugnis als Elektroinstallateur. Parallel zu seiner beruflichen Tätigkeit erwarb er danach Diplome als Telematik-Projektleiter, elektrischer Sicherheitsberater und Elektroprojektleiter sowie das Meisterdiplom. 2018 erlangte er an der Scuola universitaria professionale della Svizzera italiana (SUPSI) einen Master of Business Administration.

## Beruf
Von 2007 bis 2021 arbeitete Marchesi als Manager und Projektleiter bei einem grossen Tessiner Elektrounternehmen. Seither konzentriert er seine berufliche Tätigkeit auf unternehmerische Projekte und Verwaltungsratsmandate. Zusammen mit Marco Chiesa und Marco Solari gründete er im August 2020 das Treuhand- und Beratungsunternehmen Ticiconsult Sagl.
Er ist Mitglied des Verwaltungsrats der Banca Raiffeisen del Malcantone und seit 2021 des Exekutivausschusses der Ente Regionale per lo Sviluppo del Luganese (ERSL). Er war bis 2021 Vizepräsident der Stiftung Malcantone, die Kultur und Tourismus in der Region fördert, und des Verwaltungsrats der Monte Lema SA als Vertreter der Gemeinden.

## Politik
Im Jahr 2000 wurde Marchesi im Alter von 18 Jahren in den Gemeinderat (Legislative) von Monteggio gewählt, 2008 in den Stadtrat (Exekutive). 2012 gewann er die Wahl zum Bürgermeister gegen den seit 35 Jahren amtierenden Amtsinhaber Vittorino Papa. 2016 wurde er wiedergewählt. 2017 wurde auf seine Initiative hin das Projekt zur Fusion der Gemeinden Croglio, Monteggio, Ponte Tresa und Sessa zur neuen Gemeinde Tresa lanciert, das 2021 realisiert wurde.
2013 wurde er Vizepräsident der SVP Tessin, 2016 Präsident. Bei der Wahl zum Kantonsparlament 2019 konnte die SVP ihre Sitze im Grossen Rat von 5 auf 7 Mitglieder steigern. Marchesi wurde mit den meisten Stimmen der SVP-Liste gewählt, trat das Amt aber wegen seiner Wahl in den Nationalrat nicht an. Als weitere Erfolge während seiner Präsidentschaft der SVP Tessin konnte Marchesi insbesondere 2016 die Annahme der Initiative «Prima i Nostri» («Zuerst die Unseren») verbuchen, die die Situation der Tessiner auf dem Arbeitsmarkt verbessern und die Beziehungen zwischen dem Kanton Tessin und Italien besser regeln soll, sowie 2018 die Annahme des Referendums gegen den Kredit für «La scuola che verrà» («Die Schule der Zukunft»), nach Ansicht der SVP ein «für die Zukunft der Jugend schädliches ideologisches Projekt».
Bei den Schweizer Parlamentswahlen 2019 wurde Marco Chiesa, bisher Nationalrat, in den Ständerat und Marchesi in den Nationalrat gewählt, womit sich die Präsenz der SVP Tessin im Schweizer Parlament verdoppelte. Marchesi ist Mitglied der Staatspolitischen Kommission, der Redaktionskommission und der Delegation für die Beziehungen zum italienischen Parlament. Zudem ist er Mitglied der parlamentarischen Gruppen «Bergbevölkerung», «Familienpolitik» sowie «Wohn- und Grundeigentum» (Stand: April 2022).
Am 18. April 2021 wurde Marchesi zum Bürgermeister der neuen Gemeinde Tresa gewählt.
Er ist aktives Mitglied von Pro Tell, einer Vereinigung, die sich für eine liberale Waffengesetzgebung in der Schweiz engagiert, und seit August 2020 Vizepräsident der Aktion für eine unabhängige und neutrale Schweiz (AUNS).

## Privates
Marchesi ist Musikliebhaber und ausgebildeter Trompeter. Er betreibt Motorsport (Rallye). Seit 2020 ist er mit Claudia verheiratet, hat einen Sohn (* 2021) und wohnt in Monteggio.